# Coco Austin

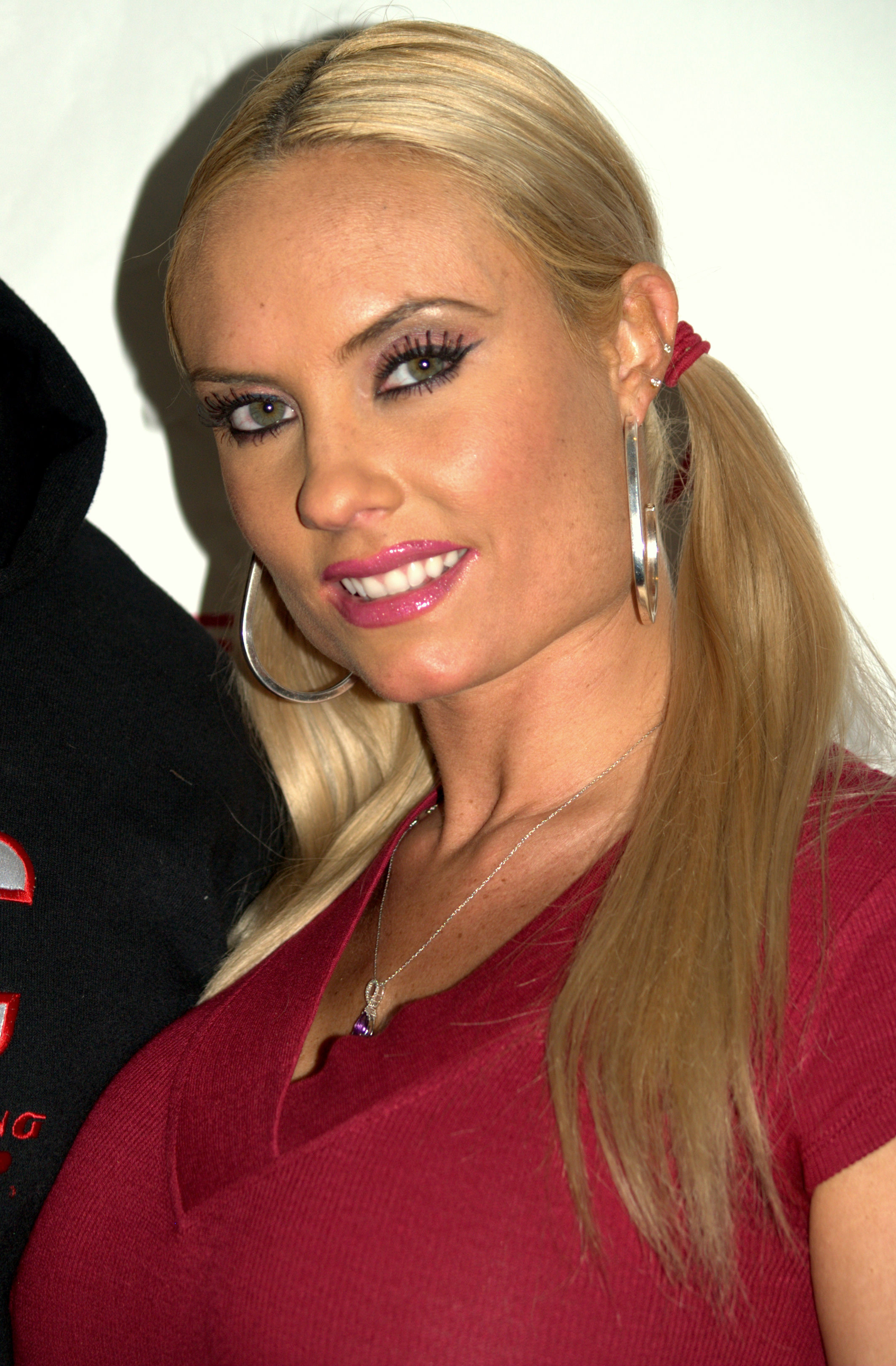
Coco Austin vid Tribeca Film Festival 2009.

Nicole Natalie Marrow, mest känd som Coco Austin, född 17 mars 1979 i Tarzana i Kalifornien, är en amerikansk skådespelerska, dansare och glamourmodell. 
Austin växte upp i Palos Verdes. Vid fjorton års ålder började Coco Austin som fotomodell för baddräkter och underkläder. Hon tävlade även i baddräktstävlingar och gjorde modelljobb för kalendrar, kataloger och videor. När hon var arton vann hon skönhetstävlingen Miss Ujena 1998 i Mexiko. När hon var 22 år gammal började hon arbeta för Playboy och arbetade där under sex månader, där hon medverkade vid välgörenhetsevents och fester vid Playboy Mansion. Hon medverkade också som skådespelerska i filmerna Southwest Babes (2001), Desert Rose (2002) och The Dirty Monks (2004).
Austin har också medverkat i TV-serier som Hip-Hop Wives, Comedy Central Roast of Flavor Flav, RuPaul's Drag Race 5, The Late Late Show with Craig Ferguson, The Dr. Oz Show och även kriminalserien Law & Order: Special Victims Unit tillsammans med sin man Ice-T som har en av huvudrollerna. Austin har vidare medverkat i ett uppslag i Playboy Magazine i mars 2008. Hon medverkade i NBC-underhållningen Celebrity Family Feud, där hon och hennes man tävlade mot  Joan och  Melissa Rivers.
Hon har varit gift med rapparen Ice-T sedan januari 2002. Austin och Ice-T medverkade i sin egen TV-serie vid namn Ice Loves Coco som hade premiär den 12 juni 2001 på kanalen E! och sändes under tre säsonger fram till februari 2014.
Den 28 november 2015 meddelade Austin och hennes man att hon hade fött parets första barn, dottern Chanel Nicole Marrow.